# Rue d'Autriche
La rue d'Autriche est une rue aujourd'hui partiellement disparue du 1er arrondissement de Paris devenue, en partie, rue de l'Oratoire.

## Situation
Cette rue correspondait au chemin de ronde intérieur de l'enceinte de Philippe Auguste. Elle était dans le prolongement vers la Seine de la rue de l'Oratoire actuelle .
Elle commençait au quai de l'École et finissait rue Saint-Honoré.

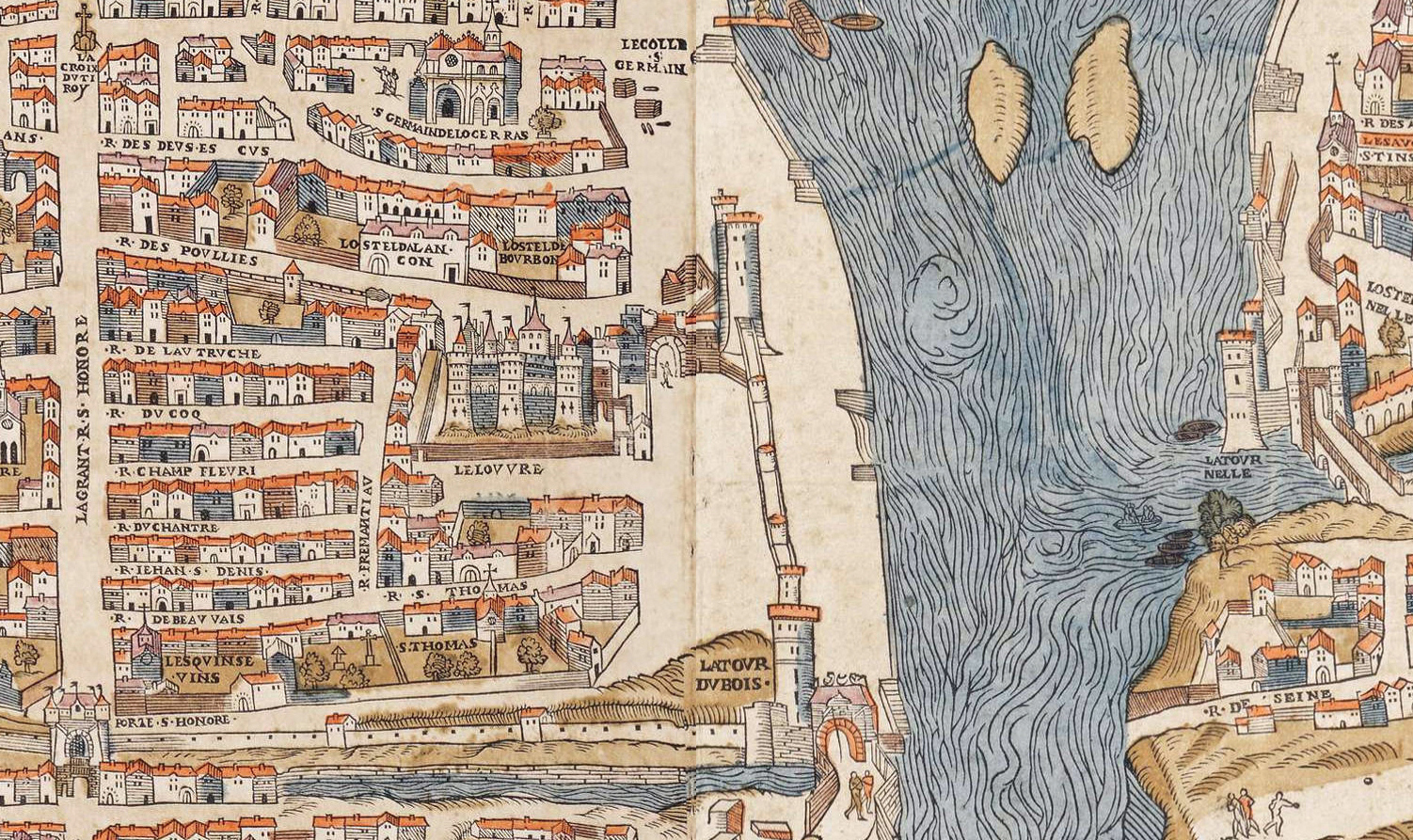
Extrait du plan de Bâle de 1550 autour du Louvre.
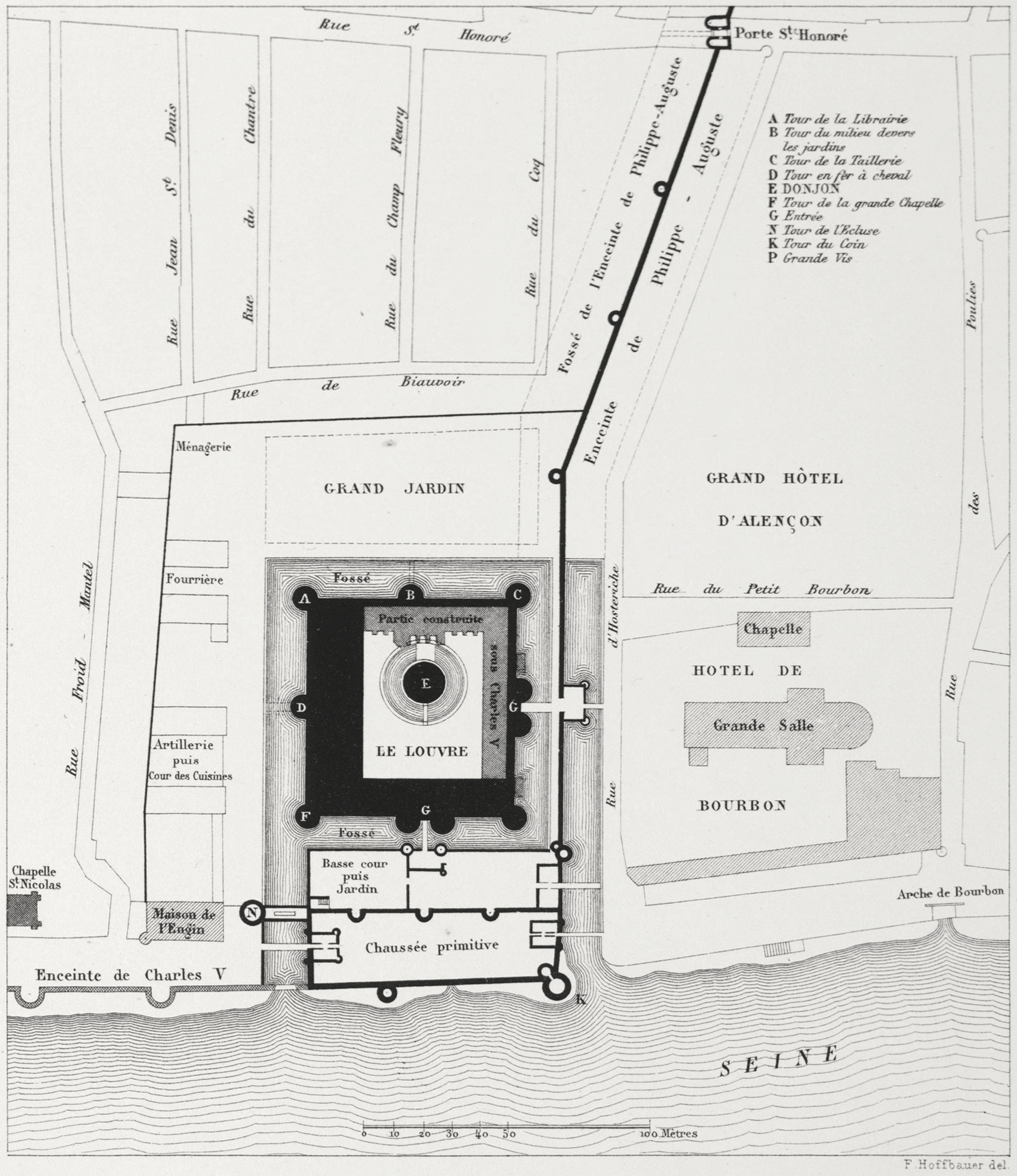
La rue de l'Autriche et le Louvre en 1595.
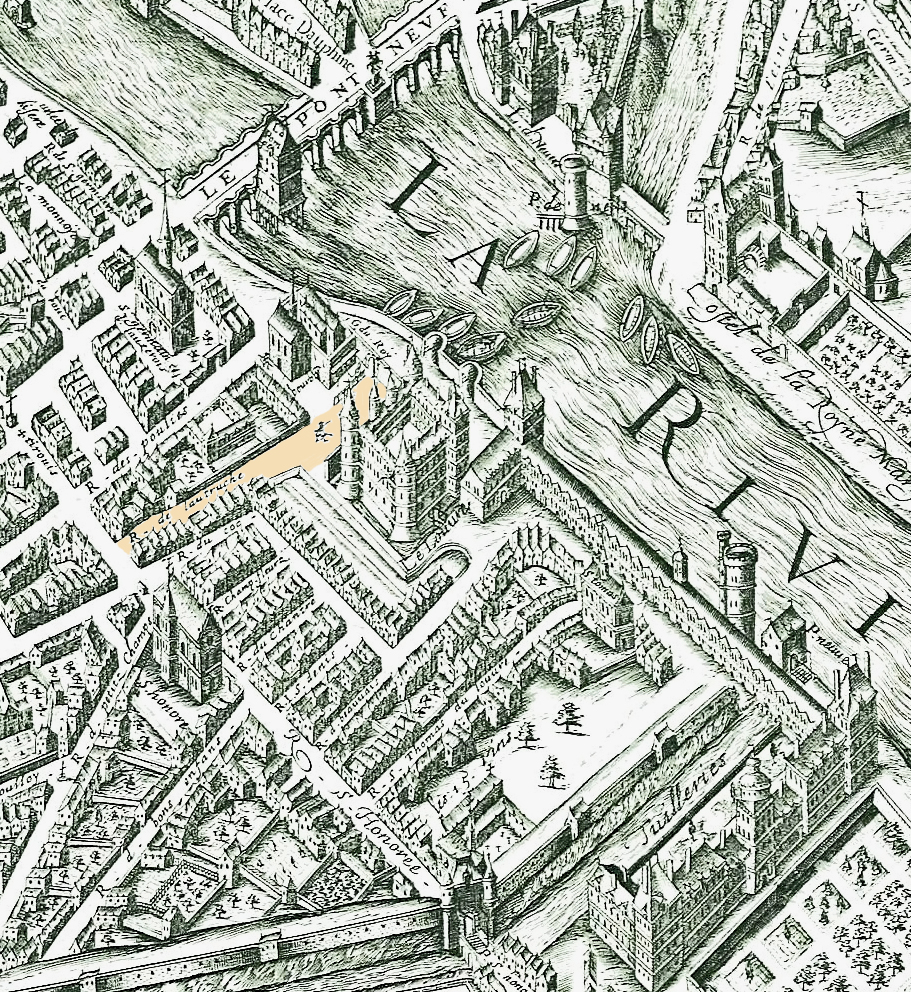
Extrait du plan de Vassalieu de 1609 avec la rue de l'Autruche passant devant le Louvre.
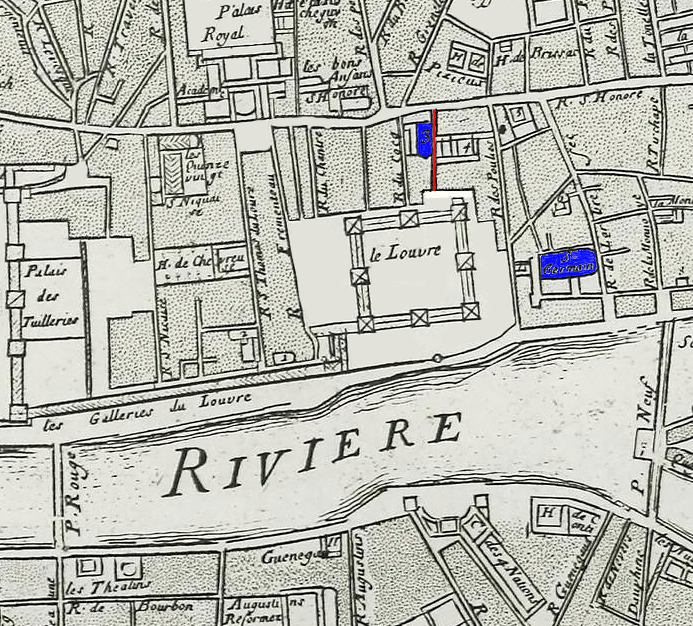
Extrait du plan de Nicolas de Fer de 1676 avec la rue de l'Oratoire, en rouge, à côté de l'église des pères de l'Oratoire, en bleu, après l'agrandissement du Louvre.

## Origine du nom
Elle doit son nom à un hôtel particulier appelé hôtel d'Hosteriche, construit à partir de 1254 pour le troisième frère du roi Louis IX, Alphonse, comte de Poitiers et d'Auvergne.
Selon d'autres sources, le nom de la rue proviendrait d'un propriétaire d'une maison, dans cette rue, originaire du duché d'Autriche,.

## Historique
Cette voie est dénommée dans diverses chartes sous les noms de vicus qui vocatur Oteriche (1252), « Oterriche » (1254), « Hoteriche » (1255) et « Hosteriche » (1260, 1342 et 1373).
Elle est citée dans Le Dit des rues de Paris de Guillot de Paris sous la forme « rue d'Osteriche ». Guillot de Paris en parle ainsi : « Droitement parmi Osteriche », « Ving en la rue Saint-Honouré ».
Mais comme le sens initial du nom de la rue a été oublié, sa graphie a évolué en fonction de la prononciation et de la retranscription qu'en faisait celui qui l'écrivait. On voit donc successivement « rue d'Osteriche » (1364), « rue d'Autheriche » (1378), « rue d'Auteriche » (1390), « rue d'Autruche » (1421), « rue d'Autriche » (1519), « rue d'Aultruche » (1596), « rue de l'Autruche » (1580 et 1627), « rue d'Autruche dicte du Louvre » (1568) et « rue du Louvre », de 1600 jusque vers 1664, pour prendre le nom de « rue de l'Oratoire-du-Louvre » puis de « rue de l'Oratoire » mais également de « place du Louvre » et de « place d'Iéna ».
Elle est citée dans un manuscrit de l'abbaye Sainte-Geneviève de 1450 sous le nom de « rue d'Aultraiche ».
Elle est citée sous le nom de « rue de l'Autruche », dans un manuscrit de 1636 dont le procès-verbal de visite, en date du 22 avril 1636, indique qu'elle est « salle, boueuse et remplie d'immundices et de plus avons particulièrement veu quantité de fumiers compiliez avec boues, qui arrestent le cours des eaues des ruisseaux ».

### Rue d'Autriche
En 1664, la partie sud de la rue d'Autriche est détruite pour permettre l'agrandissement du palais du Louvre et la construction de la Cour carrée. La partie nord prend le nom de « rue de l'Oratoire » en raison d'une congrégation qui s'y était établie en 1616.

### Rue d'Autruche
Elle est citée sous le nom de « rue de l'Autruche », dans un manuscrit de 1636 dont le procès-verbal de visite, en date du 22 avril 1636, indique qu'elle est « salle, boueuse et remplie d'immundices et de plus avons particulièrement veu quantité de fumiers compiliez avec boues, qui arrestent le cours des eaues des ruisseaux ».
En 1732, la rue d'Autruche, ou rue de l'Autruche, est fermée par une clôture à l'extrémité jouxtant le Louvre, et devient une impasse. Cette barrière disparait, en 1758, lors de l'alignement des abords du château.
La rue de l'Oratoire fut encore raccourcie lors du percement de la rue de Rivoli. Elle fut élargie à 12 mètres en 1854.

### Rue du Louvre
Le nom de « rue du Louvre » apparaît dès 1568. La rue a gardé ce nom jusqu'en 1664. La rue longeait le Louvre médiéval. Elle donnait accès à plusieurs hôtels nobles comme l'hôtel du Petit-Bourbon où ont eu lieu des festivités après le mariage d'Henri de Navarre avant le massacre de la Saint-Barthélemy, et l'hôtel d'Alençon. Mais on y trouvait aussi plusieurs mauvais lieux dans la partie la plus proche de la rue Saint-Honoré. Rabelais cite dans Pantagruel les « lupanares de Bourbon ». Les travaux d'agrandissement du palais du Louvre entrepris par Louis XIV à partir de 1664 vont faire disparaître la partie sud de la rue, entre l'actuelle rue de Rivoli et la Seine.

### Place du Louvre, place d'Iéna
En 1300 et 1300, on nomma « Osteriche » une rue qui passait devant l'ancien Louvre et aboutissait au quai. On l'a nommée ensuite ainsi que le quartier, « Autraiche », « Aultraiche », « Autriche », « Autruche ». C'est dans cette rue, en face de la grande porte du Louvre, qu'était le palais dit le Petit-Bourbon, parce qu'il était la résidence des ducs de Bourbon. C'est ainsi que la rue d'Autriche prit par la suite le nom de « Petit-Bourbon », qu'elle a porté jusqu'en 1702. Ce palais, bâti au XIIIe siècle, fut en partie démoli en 1527. En 1650, la chapelle et la galerie existaient encore mais Louis XIV en ordonna la démolition en 1665, lorsqu'il jeta les fondements de la colonnade du Louvre.
En 1806, on lui donna le nom de « place d'Iéna » en mémoire de la bataille d'Iéna. En 1814 et 1815, elle prit le nom de « place du Louvre », étant donné qu'elle était située en face de la grande colonnade du Louvre.

### Rue de l'Oratoire-du-Louvre
La rue a pris ce nom quand sa partie sud a été supprimée en 1664. Ce nom vient de la congrégation de l'Oratoire qui s'est établie en 1616 entre le palais du Louvre et la rue Saint-Honoré le long de la rue d'Autruche ou du Louvre. Elle y fait bâtir la chapelle royale de l'Oratoire du Louvre. Au XVIIIe siècle, cette rue est devenue une impasse car elle a été fermée par une clôture près du Louvre. Elle est alors appelée « cul-de-sac de l'Oratoire ». Cette clôture a été supprimée quand on a commencé à aligner les abords du palais en application des lettres patentes du 26 décembre 1758. Elle est devenue une rue quand a été créée la place de l'Oratoire. L'ordonnance royale du 23 juillet 1828 a fixé la largeur de la rue à 10,20 m. Le percement de la rue de Rivoli va encore diminuer la longueur de la rue.

## Pour approfondir